# Kožany
Kožany es un municipio del distrito de Bardejov en la región de Prešov, Eslovaquia, con una población estimada a final del año 2024 de 102 habitantes.
Se encuentra ubicado en el centro-norte de la región, cerca del río Topľa (cuenca hidrográfica del río Tisza) y de la frontera con Polonia.

## Demografía
| Año        | 1994 | 2004    | 2014     | 2024     |
| ---------- | ---- | ------- | -------- | -------- |
| Población  | 128  | 138     | 119      | 102      |
| Diferencia |      | +7,81 % | −13,76 % | −14,28 % |

| Año        | 2023 | 2024    |
| ---------- | ---- | ------- |
| Población  | 99   | 102     |
| Diferencia |      | +3,03 % |